# Campionato africano femminile di pallacanestro 1968
Il 2º Campionato africano femminile di pallacanestro FIBA (noto anche come FIBA AfroBasket Women 1968) si è svolto nella Repubblica Araba Unita dal 9 al 15 settembre 1968.
I Campionati africani femminili di pallacanestro sono una manifestazione biennale tra le squadre nazionali, organizzata dalla FIBA Africa. Vincitore della manifestazione fu la squadra della Rep. Araba Unita.

## Squadre partecipanti
- Rep. Araba Unita
- Mali
- Algeria
- Senegal
- Somalia

## Fase finale
| Squadra             | P | V - P | PF - PS   | +/-  |
| ------------------- | - | ----- | --------- | ---- |
| 1. Rep. Araba Unita | 8 | 4 - 0 | 272 - 91  | +181 |
| 2. Senegal          | 7 | 3 - 1 | 224 - 99  | +125 |
| 3. Mali             | 6 | 2 - 2 | 150 - 157 | -7   |
| 4. Algeria          | 5 | 1 - 3 | 111 - 204 | -93  |
| 5. Somalia          | 4 | 0 - 4 | 48 - 254  | -206 |